# دریاچه آزادی
دریاچه آزادی یک دریاچه مخصوص ورزش‌های قایقرانی در مجموعه ورزشی آزادی تهران است.
این دریاچه ۲۲۰ هزار متر مربع مساحت و گنجایش ۶۰۰ هزار متر مکعب آب را دارد، عمق متوسط دریاچه آزادی ۴ متر می‌باشد (از ۵۰ سانتی‌متر الی ۸ متر)، همچنین طول آن ۱۲۰۰ متر و عرض آن ۱۸۰ متر است. در این دریاچه انواع رشته‌های قایقرانی همچون کایاک، کانو، رویینگ، کاناپلو، کانو کانادایی، اسکی روی آب و دراگون بوت انجام می‌شود.